# Persone di cognome Stevens
| Questa pagina contiene informazioni ricavate automaticamente dalle voci biografiche con l'ausilio del template Bio e di un bot. L'aggiornamento è periodico e automatico e ricostruisce completamente la pagina. Se manca una persona in questa lista, sei pregato di non aggiungerla, ma accertati piuttosto che la sua voce biografica contenga il template Bio e che i dati anagrafici siano correttamente compilati. Se il template Bio manca, inseriscilo tu stesso o, in alternativa, metti l'avviso {{tmp\|Bio}} che ne segnala la mancanza. Se i dati riportati sono sbagliati, correggi direttamente la voce biografica; le modifiche saranno visibili in questa lista entro pochi giorni. Per chiarimenti vedi il progetto antroponimi. La lista contiene solo le 112 persone che sono citate nell'enciclopedia e per le quali è stato implementato correttamente il template Bio. Pagina aggiornata al 7 giu 2025. |

Questa è una lista di persone presenti nell'enciclopedia che hanno il cognome Stevens, suddivise per attività principale.

## Allenatori di hockey su ghiaccio(1)
- Scott Stevens, allenatore di hockey su ghiaccio e ex hockeista su ghiaccio canadese (Kitchener, n. 1964)

## Allenatrici di pallacanestro(1)
- Barbara Stevens, allenatrice di pallacanestro statunitense (Southbridge, n. 1954)

## Ambasciatori(1)
- Christopher Stevens, ambasciatore statunitense (Grass Valley, n. 1960 - Bengasi, † 2012)

## Animatori(1)
- Art Stevens, animatore e regista statunitense (Roy, n. 1915 - Studio City, † 2007)

## Astronome(1)
- Janet Stevens, astronoma statunitense

## Astronomi(1)
- Berton L. Stevens, astronomo statunitense (n. 1951)

## Attori(8)
- Charles Stevens, attore statunitense (Solomon, n. 1893 - Los Angeles, † 1964)
- Conan Stevens, attore, sceneggiatore e ex wrestler australiano (Newcastle, n. 1969)
- Dan Stevens, attore britannico (Croydon, n. 1982)
- George Stevens, attore britannico (Londra, n. 1860 - New York, † 1940)
- Mark Stevens, attore e regista statunitense (Cleveland, n. 1916 - Majores, † 1994)
- Paul Stevens, attore cinematografico e attore televisivo statunitense (Los Angeles, n. 1921 - New York, † 1986)
- Ronnie Stevens, attore inglese (Londra, n. 1925 - Londra, † 2006)
- Warren Stevens, attore statunitense (Clarks Summit, n. 1919 - Sherman Oaks, † 2012)

## Attrici(9)
- Barbara Stanwyck, attrice e ballerina statunitense (Brooklyn, n. 1907 - Santa Monica, † 1990)
- Charlotte Stevens, attrice statunitense (Chicago, n. 1902 - Los Angeles, † 1946)
- Amber Stevens, attrice e modella statunitense (Los Angeles, n. 1986)
- Inger Stevens, attrice svedese (Stoccolma, n. 1934 - Hollywood, † 1970)
- Jessie Stevens, attrice statunitense (New York, n. 1869 - Palmyra, † 1922)
- K. T. Stevens, attrice statunitense (Hollywood, n. 1919 - Brentwood, † 1994)
- Katie Stevens, attrice e cantante statunitense (Southbury, n. 1992)
- Marti Stevens, attrice statunitense (New York, n. 1928)
- Stella Stevens, attrice statunitense (Yazoo City, n. 1938 - Los Angeles, † 2023)

## Attrici pornografiche(3)
- Jada Stevens, attrice pornografica statunitense (Snellville, n. 1988)
- Tabitha Stevens, ex attrice pornografica e regista statunitense (Long Island, n. 1970)
- Whitney Stevens, attrice pornografica panamense (Panama, n. 1987)

## Attrici teatrali(1)
- Emily Stevens, attrice teatrale statunitense (New York, n. 1882 - New York, † 1928)

## Autrici di giochi(1)
- Lisa Stevens, autrice di giochi statunitense

## Bobbisti(3)
- Curtis Stevens, bobbista statunitense (Lake Placid, n. 1898 - Saranac Lake, † 1979)
- Paul Stevens, bobbista statunitense (Lake Placid, n. 1889 - New York, † 1949)
- Hubert Stevens, bobbista statunitense (Lake Placid, n. 1890 - Lake Placid, † 1974)

## Calciatori(8)
- Dennis Stevens, calciatore britannico (Dudley, n. 1933 - † 2012)
- Enda Stevens, calciatore irlandese (Dublino, n. 1990)
- Errol Stevens, ex calciatore giamaicano (Kingston, n. 1986)
- Gary Stevens, ex calciatore e allenatore di calcio inglese (Hillingdon, n. 1962)
- Huub Stevens, ex calciatore e allenatore di calcio olandese (Sittard, n. 1953)
- Javorn Stevens, calciatore antiguo-barbudano (Greenbay, n. 1988)
- Gary Stevens, ex calciatore inglese (Barrow-in-Furness, n. 1963)
- Sonny Stevens, calciatore olandese (Hoorn, n. 1992)

## Canottieri(1)
- Edward Stevens, canottiere statunitense (Saint Louis, n. 1932 - Tucson, † 2013)

## Cantanti(5)
- Chaka Khan, cantante statunitense (Chicago, n. 1953)
- April Stevens, cantante statunitense (Niagara Falls, n. 1929 - Scottsdale, † 2023)
- Jon Stevens, cantante neozelandese (Upper Hutt, n. 1961)
- Rachel Stevens, cantante, attrice e personaggio televisivo inglese (Southgate, n. 1978)
- Zachary Stevens, cantante statunitense (Tampa, n. 1966)

## Cantautori(1)
- Sufjan Stevens, cantautore, musicista e polistrumentista statunitense (Detroit, n. 1975)

## Cestiste(1)
- Azurá Stevens, cestista statunitense (Pawtucket, n. 1996)

## Cestisti(5)
- Amin Stevens, cestista statunitense (Columbus, n. 1990)
- Barry Stevens, cestista e allenatore di pallacanestro statunitense (Flint, n. 1963 - Gary, † 2007)
- Isaiah Stevens, cestista statunitense (Allen, n. 2000)
- Lamar Stevens, cestista statunitense (Filadelfia, n. 1997)
- Wayne Stevens, cestista statunitense (Chillicothe, n. 1936 - Ocala, † 2021)

## Chitarristi(1)
- Steve Stevens, chitarrista statunitense (Brooklyn, n. 1959)

## Cicliste su strada(1)
- Evelyn Stevens, ex ciclista su strada e pistard statunitense (Claremont, n. 1983)

## Ciclisti su strada(1)
- Julien Stevens, ex ciclista su strada, pistard e dirigente sportivo belga (Malines, n. 1943)

## Compositori(2)
- Leith Stevens, compositore, musicista e direttore d'orchestra statunitense (Mount Moriah, n. 1909 - † 1970)
- Morton Stevens, compositore statunitense (Newark, n. 1929 - Encino, † 1991)

## Conduttori radiofonici(1)
- Harold Stevens, conduttore radiofonico e militare britannico (Napoli, n. 1883 - Bournemouth, † 1961)

## Designer(2)
- Brooks Stevens, designer statunitense (Milwaukee, n. 1911 - Milwaukee, † 1995)
- Peter Stevens, designer britannico (n. 1945)

## Dirigenti sportivi(1)
- Brad Stevens, dirigente sportivo statunitense (Zionsville, n. 1976)

## Discobole(1)
- Dani Stevens, discobola e pesista australiana (Fairfield, n. 1988)

## Erpetologi(1)
- Austin Stevens, erpetologo, fotografo e avventuriero sudafricano (Pretoria, n. 1950)

## Fumettisti(1)
- Dave Stevens, fumettista e illustratore statunitense (Lynwood, n. 1955 - Turlock, † 2008)

## Generali(1)
- Jack Stevens, generale e dirigente pubblico australiano (Daylesford, n. 1896 - Sydney, † 1969)

## Genetiste(1)
- Nettie Stevens, genetista e microbiologa statunitense (Cavendish, n. 1861 - Baltimora, † 1912)

## Geologi(1)
- Alexander Stevens, geologo e esploratore britannico (Kilmarnock, n. 1886 - Arncroach, † 1965)

## Giocatori di football americano(4)
- JaCoby Stevens, giocatore di football americano statunitense (Murfreesboro, n. 1998)
- Jerramy Stevens, ex giocatore di football americano statunitense (Boise, n. 1979)
- Matt Stevens, giocatore di football americano statunitense (Sulphur, n. 1964)
- Tommy Stevens, giocatore di football americano statunitense (Indianapolis, n. 1996)

## Giocatori di snooker(1)
- Matthew Stevens, giocatore di snooker gallese (Carmarthen, n. 1977)

## Giuristi(1)
- John Paul Stevens, giurista statunitense (Chicago, n. 1920 - Fort Lauderdale, † 2019)

## Imprenditori(1)
- Harry M. Stevens, imprenditore statunitense (Londra, n. 1855 - Fort Collins, † 1934)

## Judoka(1)
- Travis Stevens, judoka statunitense (Bellevue, n. 1986)

## Lottatori(1)
- Charles Stevens, lottatore statunitense (Saint Louis, n. 1884 - Saint Louis, † 1942)

## Mezzosoprani(1)
- Risë Stevens, mezzosoprano e attrice statunitense (New York, n. 1913 - New York, † 2013)

## Militari(1)
- Richard Playne Stevens, militare e aviatore britannico (Tonbridge, n. 1909 - Hulten, † 1941)

## Nuotatori(2)
- Craig Stevens, nuotatore australiano (Sydney, n. 1980)
- Peter John Stevens, nuotatore sloveno (Kranj, n. 1995)

## Piloti automobilistici(1)
- Will Stevens, pilota automobilistico britannico (Rochford, n. 1991)

## Pittori(1)
- Alfred Stevens, pittore belga (Bruxelles, n. 1823 - Parigi, † 1906)

## Poeti(1)
- Wallace Stevens, poeta statunitense (Reading, n. 1879 - Hartford, † 1955)

## Politiche(2)
- Haley Stevens, politica statunitense (Rochester Hills, n. 1983)
- Helga Stevens, politica belga (Sint-Truiden, n. 1968)

## Politici(3)
- Siaka Stevens, politico sierraleonese (Moyamba, n. 1905 - Freetown, † 1988)
- Ted Stevens, politico statunitense (Indianapolis, n. 1923 - Aleknagik, † 2010)
- Thaddeus Stevens, politico statunitense (Danville, n. 1792 - Washington, † 1868)

## Poliziotti(1)
- John Stevens, barone Stevens di Kirkwhelpington, poliziotto britannico (n. 1942)

## Produttori cinematografici(1)
- Andrew Stevens, produttore cinematografico, regista e attore statunitense (Memphis, n. 1955)

## Produttori discografici(1)
- Guy Stevens, produttore discografico britannico (East Dulwich, Londra, n. 1943 - Londra, † 1981)

## Produttori teatrali(1)
- Roger L. Stevens, produttore teatrale e imprenditore statunitense (Detroit, n. 1910 - Washington, † 1998)

## Psicologi(1)
- Stanley Smith Stevens, psicologo statunitense (Ogden, n. 1906 - Vail, † 1973)

## Pugili(1)
- Lawrence Stevens, pugile sudafricano (Johannesburg, n. 1913 - Durban, † 1989)

## Rapper(1)
- E-40, rapper statunitense (Vallejo, n. 1967)

## Registi(1)
- Robert Stevens, regista statunitense (New York, n. 1920 - Westport, † 1989)

## Rugbisti a 15(2)
- Damian Stevens, rugbista a 15 namibiano (Walvis Bay, n. 1995)
- Matt Stevens, rugbista a 15 sudafricano (Durban, n. 1982)

## Sciatori alpini(1)
- Donald Stevens, ex sciatore alpino canadese (Rossland, n. 1963)

## Sciatrici alpine(1)
- Victoria Stevens, ex sciatrice alpina canadese (n. 1990)

## Scrittori(1)
- Shane Stevens, scrittore statunitense (New York, n. 1941 - † 2007)

## Scrittrici(3)
- Catherine Crowe, scrittrice britannica (Borough Green, n. 1790 - Folkestone, † 1872)
- Doris Stevens, scrittrice e attivista statunitense (Omaha, n. 1888 - New York, † 1963)
- Taylor Stevens, scrittrice statunitense (New York, n. 1972)

## Tenniste(1)
- Greer Stevens, ex tennista sudafricana (Pietermaritzburg, n. 1957)

## Tennisti(1)
- Bart Stevens, tennista olandese (Waalwijk, n. 1998)

## Velociste(2)
- Deajah Stevens, velocista statunitense (Baltimora, n. 1995)
- Rochelle Stevens, ex velocista statunitense (Memphis, n. 1966)

## Velocisti(1)
- Patrick Stevens, ex velocista belga (Leut, n. 1968)

## Wrestler(3)
- Awesome Kong, ex wrestler statunitense (Carson, n. 1977)
- Ray Stevens, wrestler statunitense (Point Pleasant, n. 1935 - Fremont, † 1996)
- Erick Stevens, wrestler statunitense (Sarasota, n. 1982)